# ブル・カリー
"ワイルド" ブル・カリー（"Wild" Bull Curry、本名：Fred Thomas Koury, Sr.、1913年5月2日 - 1985年3月8日）は、アメリカ合衆国のプロレスラー。コネチカット州ハートフォード出身のレバノン系アメリカ人。
左右のつながった極太の眉毛を持つ全身剛毛の悪相ヒールとして活躍し、日本では「猿人」「猿男」「類人猿」などの異名で呼ばれた。風貌同様に試合内容も荒っぽく、ドラム缶からビールの売り子まで、周辺にあるすべてのものを凶器に使用するなど、その狂乱ファイトはハードコア・レスリングの祖父ともされている。
息子の"フライング" フレッド・カリーもプロレスラーだったが、風貌もファイトスタイルも父親とは正反対のハンサムなベビーフェイスであり「トンビが鷹を生んだ」などと評された。フレッドの息子である孫のフレッド・カリー・ジュニア（ "ザ・ロケット" フレッド・カリー）もプロレスラーとしてデビューしている。

## 来歴
レバノンからの移民の家族のもと、5人の子供の長男として育つ。10代でサーカスの一座に加わり、腕自慢の挑戦を受ける "Tough Man" として働いた後、コネチカット州の警察官に就任。その当時、路上に飛び出してきた牡牛を捕えてねじふせたことから、ブル・カリー（Bull Curry）と呼ばれるようになったという。
デトロイト地区のプロモーターだったアダム・ワイズミュラーにスカウトされ、1930年代にプロレス入り。以後、ミシガンをはじめマサチューセッツやオハイオなどアメリカ北東部を拠点に活動。1940年にはデトロイトのフェアグラウンド・コロシアムにて、プロボクサーのジャック・デンプシーとエキシビション・マッチで対戦した。
以降も各地を転戦し、ゴージャス・ジョージ、スカイ・ハイ・リー、ドリー・ファンク・シニア、ドン・レオ・ジョナサンらと対戦。1950年代に入り、長年の主戦場となるテキサスに参戦。1953年3月にダニー・マクシェインを破ってブラスナックル王者となり、以降も同王座を再三獲得、1958年にはフリッツ・フォン・エリックとタイトルを争った。
1950年代末からはニューヨークのキャピトル・レスリング・コーポレーション（後のWWWF）にも進出してザ・シークとタッグを組み、アントニオ・ロッカ&ミゲル・ペレス、マーク・ルーイン&ドン・カーティス、ジェリー・グラハム&エディ・グラハムなどのチームと対戦した。1960年1月2日には、前年10月にデビューしたブルーノ・サンマルチノのマディソン・スクエア・ガーデンにおける初戦の相手を務めている。
主戦場のテキサスでは1960年代においても、ラフファイターの称号であるブラスナックル王者として活躍。トニー・ボーンやスタン・スタージャックらと同王座を巡る抗争を繰り広げた。1963年12月7日にはボーモントにてルー・テーズのNWA世界ヘビー級王座に挑戦、60分時間切れ引き分けの死闘を展開している。同月12日にはオースティンにてダニー・ホッジのNWA世界ジュニアヘビー級王座にも挑戦した。
1964年3月、力道山没後の日本プロレスに来日し、ジン・キニスキーやカリプス・ハリケーン、ザ・マミーらとともに第6回ワールドリーグ戦に出場。すでに50歳の年齢だったため、豊登、吉村道明、ジャイアント馬場など日本陣営の主力に連敗して戦績は芳しくなかったものの、その怪異な風貌と破天荒なラフファイトで強いインパクトを残す。また、場外に敷かれたマットで相手を簀巻きにしたり、同時来日していたインディアン・ギミックのチーフ・ホワイト・ウルフのダンスをバケツを叩いて鼓舞したりなど、コミカルな面も見せた。
同時期、アメリカでもコミカルさが支持されてベビーフェイスに転向しており、日本遠征後は主戦場のテキサスにてフレッド・カリーとの親子タッグで活動する一方、キラー・カール・コックスやブルート・バーナードを相手に虎の子のブラスナックル王座を賭けた抗争を展開。同王座は1969年9月にバロン・フォン・ラシクを破って戴冠したのを最後に、通算23回にわたって獲得した
キャリア末期の1970年代初頭は、古巣のデトロイトやオハイオ、カナダのトロント地区などに再びヒールのポジションで登場し、エドワード・カーペンティア、ヘイスタック・カルホーン、ボボ・ブラジルなどと対戦。トロントでは1968年5月26日、タイガー・ジェット・シンと組んでホイッパー・ビリー・ワトソン&ブルドッグ・ブラワーからNWAインターナショナル・タッグ王座を奪取した。旧友シーク主宰のデトロイトでは1972年2月19日、サンマルチノや馬場も出場したコボ・アリーナでのビッグイベントにて、ジョニー・バレンタインと対戦して引き分けている。
引退後は、1970年代末から1980年代初頭にかけて、ミシガンやオハイオで単発的にプロレス興行を手掛けていた。1985年3月8日、71歳で死去。

## 得意技
- ネックブリーカー・ドロップ[1]
- ナックル、噛みつき、凶器など反則攻撃全般[5]

## 獲得タイトル
サウスウエスト・スポーツ / NWAビッグタイム・レスリング
- NWAテキサス・ブラスナックル王座：23回[9]
- NWAテキサス・ヘビー級王座：1回[16]
- NWAインターナショナル・タッグ王座（テキサス版）：1回（w / フレッド・カリー）[3]
- NWA世界タッグ王座（テキサス版）：1回（w / Lucas Pertano）[17]

ミッドサウス・スポーツ
- NWA南部ヘビー級王座（ジョージア版）：1回[3]

メープル・リーフ・レスリング
- NWAインターナショナル・タッグ王座（トロント版）：1回（w / タイガー・ジェット・シン）[14]